# William Dargie

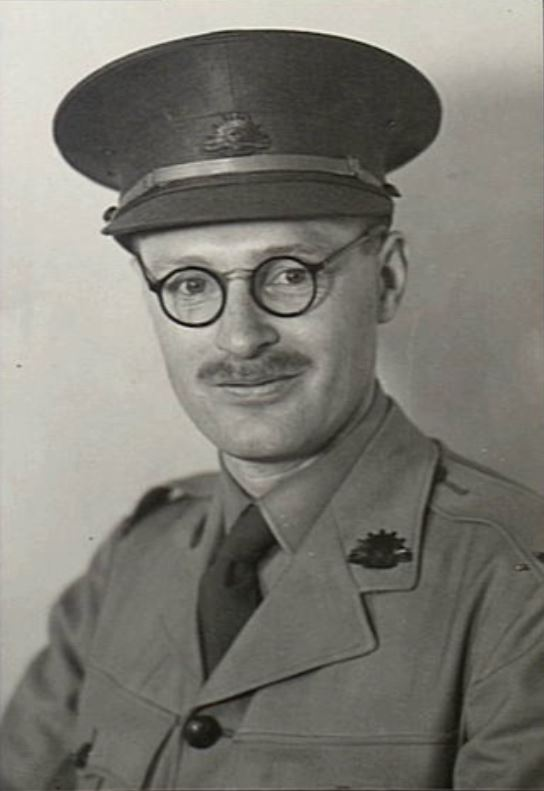
William Dargie, Kairo 1942

William Alexander Dargie CBE (* 4. Juni 1912 in Footscray; † 26. Juli 2003 in Melbourne) war ein australischer Maler.

## Leben und Werk
William Dargie war Sohn des Andrew Dargie und der Adelaide, geborene Sargent. Sein jüngerer Bruder Horrie Dargie war ein bekannter Musiker und Mundharmonikaspieler. Dargie studierte am Melbourne Technical College und war danach von 1931 bis 1934 Schüler von Archibald Douglas Colquhoun in dessen Atelier.  Ab 1936 widmete er sich ganz der Malerei.  Neben seinen zahlreichen Landschaften und Stillleben wurde er besonders für seine Porträtmalerei bekannt.
Im Zweiten Weltkrieg diente er in der Australian Army und kam im Mittleren Osten, Neuguinea, Indien, Königreich Griechenland und Burma zum Einsatz, zuletzt im Rang eines Captains. Als offizieller Kriegskünstler fertigte er mehr als sechshundert Werke für die Sammlung des Australian War Memorial. Der professionelle Porträtkünstler führte über 65 Jahre lang neben zahlreichen privaten Aufträge auch viele aus der Geschäftswelt aus. Zu den Porträtierten gehörten Queen Elisabeth II. (1954–1955), Philip, Duke of Edinburgh und ein breiter Querschnitt durch führende australische Persönlichkeiten aus Militär, Industrie, Sport, Bildung und Wissenschaft. Dargie gewann beispiellose acht Mal den Archibald Prize. Im Bestand der National Portrait Gallery (Canberra) befinden sich über zwanzig von Dargie ausgeführte Porträts. Zudem wurde er in eine Reihe von bedeutenden Galerievorständen und -räten berufen, darunter
- 1946–1953 Direktor der Art School an der National Gallery of Victoria
- 1952–1973 Mitglied bis 1969, dann Vorsitzender des Commonwealth Art Advisory Board (CAAB). 1964–1975 Member, Australian War Memorial Art Advisory Committee
- 1965–1966 Mitglied des National Art Gallery Committee of Enquiry
- 1968–1972 Mitglied des Interim Council of Australian National Gallery (ANG)
- 1968 Mitglied der Joint Working Group, National Capital Development Commission and ANG Interim Council
- 1970–1972 Mitglied des Aboriginal Arts Advisory Committee
- 1970–1973 Mitglied des National Capital Planning Advisory Committee
- 1970–1974 Kurator am Museum and Art Gallery of Territory of Papua and New Guinea and Native Cultural Reserve, Port Moresby
- 1978–1983 Mitglied im Council of National Museum of Victoria
- 1980–1987 Mitglied bis 1981, dann Vorsitzender des Board of Trustees der McClennan Gallery, Langwarrin, Victoria

### Preise

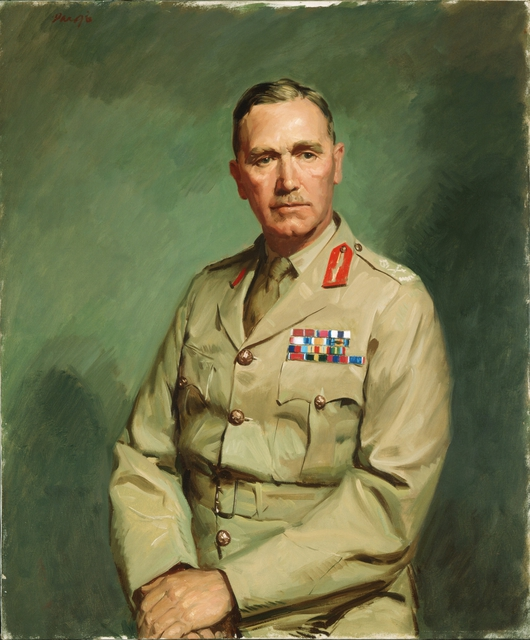
Porträt des Edmund Herring, Archibald Prize 1945

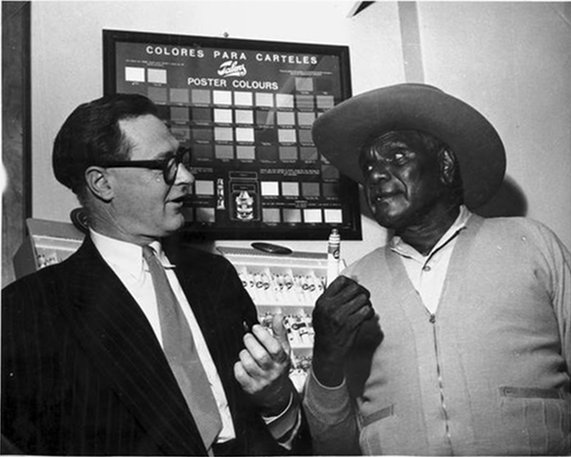
William Dargie neben Albert Namatjira, etwa 1950

- 1940 – Woodward and McPhillimy Art Awards[4]

William Dargie erhielt den Archibald Prize öfter als jeder andere nominierte Kandidat. Seine preisgekrönten Arbeiten waren:
- 1941 – Sir James Elder, KBE[6] → Link zum Bild
- 1942 – Corporal Jim Gordon, VC[7] → Link zum Bild
- 1945 – Lt-General The Hon Edmund Herring, KBC, DSO, MC, ED[8]
- 1946 – L C Robson, MC, MA[9] → Link zum Bild
- 1947 – Sir Marcus Clark, Kt., K.B.E. [sic][10] → Link zum Bild
- 1950 – Sir Leslie McConnan[11] → Link zum Bild
- 1952 – Mr Essington Lewis, CH[12] → Link zum Bild
- 1956 – Mr Albert Namatjira[13] → Link zum Bild

### Ehrungen
- Officer of the Order of the British Empire (OBE), 1. Januar 1960, „Member of the Commonwealth Art Advisory Board“[14][15]
- Commander of the Order of the British Empire (CBE), 1. Januar 1969, „Member of the Commonwealth Art Advisory Board“[16][15]
- Knight Bachelor, 13. Juni 1970, „In recognition of service to the arts“[17][18]
- Centenary Medal, 1. Januar 2001, „For service to Australian society and art“[19][20]

### Veröffentlichungen
- 1957 – On Painting a Portrait[4]